# Elecciones parlamentarias del Alto Karabaj de 2010
Las elecciones parlamentarias se celebraron en la República de Nagorno-Karabaj el 23 de mayo de 2010.

## Antecedentes
Nagorno-Karabaj declaró su independencia de Azerbaiyán en 1991. La Primera Guerra de Nagorno-Karabaj tuvo lugar entre 1988 y 1994 y resultó en que Nagorno-Karabaj, con el apoyo de Armenia, se independizara de facto de Azerbaiyán. Sin embargo, no ha sido reconocido internacionalmente y Azerbaiyán todavía reclama el área como parte de su estado.
Se realizaron varios cambios en el proceso electoral desde la elección anterior en 2005. Mientras que anteriormente, 22 de los 33 escaños del parlamento se llenaron utilizando la representación proporcional de la lista de partidos y 11 utilizando la representación proporcional de la lista de partidos, la distribución para estas elecciones es 17 -dieciséis. Otro cambio se refiere a la reducción del umbral electoral del 10 % al 6 % (para los partidos políticos) y del 15 % al 8 % (para los bloques electorales). Un total de 94.900 votantes están registrados para las elecciones, alrededor del 66% de la población total de Nagorno-Karabaj.

## Partidos políticos
Antes de las elecciones, quedó claro que muy pocos partidos de la oposición participarían. Cuatro partidos que disputan los 17 escaños basados en listas están registrados: Patria Libre (FM), encabezado por el Primer Ministro Arayik Harutyunián, el Partido Democrático de Artsaj (DPA), la Federación Revolucionaria Armenia (ARM) y el Partido Comunista de Artsaj (CPA). De estos partidos, solo los comunistas no apoyaron al presidente Bako Sahakyan en las elecciones de 2007. 44 Más candidatos se presentan a las elecciones en los 16 distritos electorales del FPTP.

## Encuestas de opinión
| Encuestadora                                                               | Fecha        | FM | DPA | FRA | CPA | Independientes |
| -------------------------------------------------------------------------- | ------------ | -- | --- | --- | --- | -------------- |
| Centro Sociómetro Archivado el 27 de diciembre de 2018 en Wayback Machine. | mayo de 2010 | 13 | 11  | 5   | 0   | 4              |

## Resultados
Con alrededor del 50% de los votos contados, Patria Libre lideró el conteo con el 45,8% de los votos. La DPA estaba en 30,7% y la ARF en 18,2%. El CP quedó por debajo del umbral electoral del 6% (5,34%), lo que significa que podría tener dificultades para conseguir un escaño. El Partido Comunista no logró cruzar el umbral electoral y no ganó ningún escaño.
|  | 46.39 % |

|  | 28.58 % |

|  | 20.18 % |

|  | 4.85 % |

|  | 0 % |

|  | 94.43 % |

|  | 5.57 % |

|  | 67.78 % |

## Reacciones internacionales
Alrededor de 120 observadores internacionales de Francia, Rusia, Estados Unidos, Italia, Alemania, Grecia, Reino Unido, Argentina, Irlanda, República Checa, Dinamarca, Irán, Países Bajos, Canadá, Eslovaquia, Osetia del Sur, Abjasia, Transnistria y otros, así como un gran grupo de observadores de Armenia observó las elecciones. Más tarde, el portavoz del Ministerio de Relaciones Exteriores de Irán, Ramin Mehmanparast, declaró que Irán no había delegado ningún observador. Azerbaiyán hizo una lista negra de los observadores internacionales que visitaron Nagorno-Karabaj y los declaró personas no gratas.
Varias organizaciones internacionales y países emitieron declaraciones negándose a reconocer las elecciones de 2010 en Nagorno-Karabaj, entre ellos la Organización para la Seguridad y la Cooperación en Europa, la Unión Europea, el Reino Unido, Francia, Irán, Rusia, Turquía, y Lituania.
- Datos: Q2085173

1. ↑  «Electoral Calendar -worldwide elections- https://www.mherrera.org/elections.html». www.mherrera.org. Consultado el 27 de junio de 2022.
2. 1 2 3  «NKR votes 2010: Absence of opposition in Karabakh’s upcoming polls - Karabakh | ArmeniaNow.com». web.archive.org. 3 de marzo de 2016. Archivado desde el original el 3 de marzo de 2016. Consultado el 27 de junio de 2022.
3. ↑  «Karabakh holds disputed elections» (en inglés británico). 19 de junio de 2005. Consultado el 27 de junio de 2022.
4. 1 2  «NKR Votes 2010: Candidates for parliament seats united in uncompromising stance on Karabakh settlement - Karabakh | ArmeniaNow.com». web.archive.org. 23 de mayo de 2010. Archivado desde el original el 23 de mayo de 2010. Consultado el 27 de junio de 2022.
5. ↑  «Free Homeland Party Wins 45.8 percent of Votes in Karabakh Elections - Yerevan Report». web.archive.org. 26 de mayo de 2010. Archivado desde el original el 26 de mayo de 2010. Consultado el 27 de junio de 2022.
6. ↑  «На парламентских выборах в НКР победила партия “Свободная родина” » Новости Карабаха - Нагорно-Карабахской Республики (НКР) - Karabakh-News.com». web.archive.org. 6 de marzo de 2012. Archivado desde el original el 6 de marzo de 2012. Consultado el 27 de junio de 2022.
7. ↑  «Free Homeland party leads count in Karabakh parliamentary vote | World | RIA Novosti». web.archive.org. 16 de julio de 2011. Archivado desde el original el 16 de julio de 2011. Consultado el 27 de junio de 2022.
8. ↑  «News - MFA NKR». web.archive.org. 23 de abril de 2015. Archivado desde el original el 23 de abril de 2015. Consultado el 27 de junio de 2022.
9. ↑  «Иран опроверг информацию об участии своих наблюдателей на так называемых «парламентских выборах» в Нагорном Карабахе». Day.Az (en ruso). 26 de mayo de 2010. Consultado el 27 de junio de 2022.
10. ↑  «APA - Azerbaijani Foreign Ministry: The foreigners, who observed the “elections” in Nagorno Karabakh, will be banned from arriving in Azerbaijan». web.archive.org. 11 de marzo de 2012. Archivado desde el original el 11 de marzo de 2012. Consultado el 27 de junio de 2022.
11. ↑  «OSCE Press release - OSCE Chairperson-in-Office comment on the 'parliamentary election' in Nagorno-Karabakh». web.archive.org. 27 de junio de 2010. Archivado desde el original el 27 de junio de 2010. Consultado el 27 de junio de 2022.
12. ↑  «Turkish News - Latest News from Turkey». Hürriyet Daily News (en inglés). Consultado el 27 de junio de 2022.
13. ↑  «Lords Hansard text for 21 Jun 201021 Jun 2010 (pt 0002)». web.archive.org. 22 de noviembre de 2020. Archivado desde el original el 22 de noviembre de 2020. Consultado el 27 de junio de 2022.
14. ↑  «Франция не признает выборы в НКР». Archivado desde el original el 26 de marzo de 2020. Consultado el 27 de junio de 2022.
15. ↑  «Iran does not recognize parliamentary poll in Nagorno-Karabakh: FM Spokesman». www.payvand.com. Archivado desde el original el 23 de noviembre de 2020. Consultado el 27 de junio de 2022.
16. ↑  «Karabakh Voters Flock to Polls for Parliamentary Elections – Asbarez.com» (en inglés estadounidense). Consultado el 27 de junio de 2022.
17. ↑  «Turkey condemns election in Karabakh». web.archive.org. 5 de octubre de 2012. Archivado desde el original el 5 de octubre de 2012. Consultado el 27 de junio de 2022.
18. ↑  INFORM.KZ (26 de mayo de 2010). «Lithuania confirms non-recognition of». Казинформ (en inglés). Consultado el 27 de junio de 2022.